# Leptonema kabelaki
Leptonema kabelaki is een schietmot uit de familie Hydropsychidae. De soort komt voor in het Afrotropisch gebied.